# Juan Pablo Machado
Juan Pablo Machado est un artiste colombien.
Il est notamment connu pour son travail d'animation sur la chaîne Lofi Girl.

## Biographie

### Enfance et formation
Originaire de Colombie,, Juan Pablo Machado s'installe à Lyon en 2013 pour étudier à l'école Émile-Cohl après un passage par l'école d'art de Bogota.
Il quitte l'école Émile-Cohl en 2018.

### Carrière

#### Lofi Girl
En 2017, lors de sa dernière année d'étude, il décide de répondre à un appel d'offres reçu par son école,,. L'appel d'offre vient de la chaîne YouTube ChilledCow qui diffuse de la musique lo-fi en continu. Elle avait utilisé une image venant du film Si tu tends l'oreille du Studio Ghibli, montrant le personnage de Shizuku en train de réviser. ChilledCow ayant déjà vu ses vidéos être supprimées pour atteinte au droit d'auteur, elle veut faire appel à un artiste,.
Le fondateur de la chaîne veut « une étudiante occupée à réviser ses cours, avec un visuel à la Miyazaki ». De l'aveu même de Machado, « Je ne connaissais rien au lofi hip-hop et je ne puisais pas non plus mon style dans l'animation japonaise. J'ai pris cela comme un défi. » Ce fut également une première pour Machado qui a l'habitude de travailler sur papier, et qui pour ce projet travaille directement sur tablette graphique. Il décide alors d'envoyer des croquis à ChilledCow,. Plusieurs positions pour le personnage sont testées, notamment une position allongée à la fin de laquelle le personnage devait revenir à sa position initiale, qui n'est finalement pas retenue, car trop longue à animer,. Quant à l'arrière-plan, il est laissé noir à l'origine, pour gagner du temps. Mais l'idée de faire défiler le temps émerge et c'est alors que Machado se décide à faire apparaître la colline de la Croix-Rousse de Lyon par la fenêtre,,,.
L'animation est dévoilée par Machado le 2 mars 2018 sur son blog. Elle vient illustrer un direct de ChilledCow le 19 mars.

#### Autres travaux
Juan Pablo a supervisé l’animation de la deuxième saison de Primal de Gendy Tartakovsky.
En 2023, il réalise le clip Memories de Sandór Waïss (d),. La même année, il rejoint l'école d'animation Passion Paris.

## Filmographie

### Série animée
- Primal : superviseur d'animation (Brunch)

### Court-métrage
- A Brush with Fate | Inkborn Fables Launch Cinematic - Teamfight Tactics : La Cachette

Source : IMDb